# ロスティスラフ公
『ロスティスラフ公』（フランス語: Le Prince Rostislav）は、セルゲイ・ラフマニノフが作曲した交響詩。

## 作曲の経緯
当楽曲はモスクワ音楽院在学中に作曲された大オーケストラのための作品で、現存する最初期の管弦楽曲の一つである。音楽院時代の恩師アントン・アレンスキーに献呈された。
18歳の作曲家によって完成され、自筆譜には、1891年12月9日から15日までの日付が記入されている。習作とはいえ、ラフマニノフの最初の大規模な管弦楽曲である（実際は1890年にも交響詩『マンフレッド』を作曲しているが、草稿は失われて現存しない）。華麗で巧緻な管弦楽法にロシアの偉大な先人、チャイコフスキーやリムスキー＝コルサコフ、バラキレフの影響がありありとうかがわれはするものの、仄暗い悲劇的な曲想は、成熟期のラフマニノフの管弦楽曲の前触れとなっている。
生前ラフマニノフが本作を発表しようと試みた形跡は見受けられず、初演は作曲者没後の1945年11月2日にモスクワにおいて、『スケルツォ ニ短調』と併せて、ニコライ・アノーソフの指揮によって行われた。初版は1947年に出た。

## 楽器編成
当楽曲の演奏に必要な管弦楽編成の内容を以下にて示す。
| 木管   | 木管   | 金管 | 金管 | 打    | 打   | 弦   | 弦   |
| ------ | ------ | ---- | ---- | ----- | ---- | ---- | ---- |
| Fl.    | 3      | Hr.  | 4    | Timp. | 1    | Vn.1 | ●    |
| Ob.    | 3      | Trp. | 4    | 他    | ●    | Vn.2 | ●    |
| Cl.    | 2      | Trb. | 3    | 他    | ●    | Va.  | ●    |
| Fg.    | 2      | Tub. | 1    | 他    | ●    | Vc.  | ●    |
| 他     |        | 他   |      | 他    | ●    | Cb.  | ●    |
| その他 | その他 | Hp.1 | Hp.1 | Hp.1  | Hp.1 | Hp.1 | Hp.1 |

なお、演奏時間は20分程度となっている。

## 楽曲の特徴
アレクセイ・トルストイの詩に基づいており、次のような物語が音楽で描出されている。
戦死したロスティスラフ公が川辺に横たわっている。愛した人々には忘れられ、妻が別の男に娶られると、亡きロスティスラフ公は絶望の雄叫びを上げる。忘れ去られたロスティスラフ公を慰めるのは、せせらぎの妖精たちだけであった。
楽曲はニ短調。個性的な楽器の扱いが見られる。リムスキー＝コルサコフの『サトコ』第2版（1869年）の影響が見られるが、旋律がより独創的で、オーケストラのテクスチュアはかなり示唆に富む。